# Palmira
Palmira (en palmireno: ; en árabe: تدمر Tadmoro Tadmir) fue una antigua ciudad ubicada en el desierto de Siria, en la actual provincia de Homs a 3 km de la moderna ciudad de Tedmor o Tadmir (versión árabe de la misma palabra aramea "palmira", que significa "ciudad de los árboles de dátil"). En la actualidad solo persisten sus amplias ruinas que son foco de una abundante actividad turística internacional. La antigua Palmira fue la capital del Imperio de Palmira bajo el efímero reinado de la reina Zenobia, entre los años 268-272.
Palmira fue declarada como Patrimonio de la Humanidad en 1980. El 20 de junio de 2013, la Unesco incluyó a todos los sitios sirios en la lista del Patrimonio de la Humanidad en peligro para alertar sobre los riesgos a los que están expuestos debido a la guerra civil siria. Las construcciones históricas que permanecían en pie fueron dinamitadas por el Estado Islámico en 2015.

## Historia
En la vecindad del oasis de Afqa se produjeron los primeros asentamientos de los que se conoce su existencia de los archivos de Mari. En la Biblia se menciona con los nombres de Tadmor y Tamar (aunque hay cierta confusión con otra ciudad cerca del Mar Muerto). Durante el predominio de los seléucidas en Siria, Palmira consiguió su independencia.
En el 41 a. C. los habitantes de Palmira huyeron de las tropas de Marco Antonio al otro lado del Éufrates. En el siglo I a. C. Siria se había convertido en provincia romana y la ciudad prosperó enormemente con el comercio de caravanas al estar situada en la Ruta de la Seda. «Independiente entre dos Imperios», la define Plinio el Viejo.
Tras una visita, el emperador Adriano otorgó a Palmira los derechos de ciudad libre y cambió el nombre a Palmyra Hadriana.
Tras la captura en el año 260 del emperador romano Valeriano en la guerra contra los sasánidas, Palmira defendió las fronteras bajo el mando del gobernador Septimio Odenato. Tras su asesinato en 267, su viuda Zenobia en nombre de su hijo Vabalato, estableció en Palmira la capital de un reino que extendió por Siria y el Líbano. Mantuvo su independencia durante cuatro años frente al acoso de Roma, consiguiendo extender su área de influencia hasta Egipto. En 272 fue derrotada y llevada cautiva por el emperador romano Aureliano quien la hizo tirar de un carro encadenada con cadenas de oro durante su marcha triunfal. Luego Aureliano la perdonó y le permitió retirarse a una villa en Tibur donde podría seguir practicando la filosofía. Tras una segunda revuelta de sus habitantes, Palmira fue arrasada en el 273.
Diocleciano reconstruyó luego Palmira aunque la nueva ciudad era más pequeña y estableció un campamento en sus cercanías como defensa contra los sasánidas. En el año 634 fue tomada por los musulmanes y en el 1089 fue completamente destruida por un terremoto.
Tras el dominio turco, pasó junto el resto de Siria bajo control francés como parte del Mandato impuesto por la Sociedad de Naciones. El 2 de julio de 1941 las tropas francesas, fieles a Vichy, capitularon ante las tropas británicas que habían invadido desde Irak tras lo cual alcanzó con el resto de territorio la independencia.

### Guerra de Siria

#### Conquista por Estado Islámico (mayo de 2015 - marzo de 2016)
El grupo extremista Estado Islámico (también conocido como Dáesh) tomó el control de la localidad de Palmira y de sus ruinas grecorromanas, situadas en el este de la provincia siria de Homs, el 20 de mayo de 2015. El teatro de la ciudad se convirtió al poco en macabro escenario de ejecuciones filmadas. Entre las personas ejecutadas, figuraba el exdirector del yacimiento de Palmira, Khaled Asaad, que fue decapitado el 18 de agosto de 2015 tras un mes de torturas y vejaciones.La directora general de la UNESCO, Irina Bokova, condenó el hecho.
El 24 de agosto de 2015, Dáesh instaló explosivos y los hizo detonar en las bases del Templo de Bel, como antes había hecho con el cercano Templo de Baalshamin, dando inicio así a la destrucción del histórico lugar. La destrucción, que la UNESCO calificó de "crimen de guerra", tendría continuación con la voladura de tres importantes tumbas-torre, entre ellas la de Elahbel, edificio de cuatro plantas y un piso subterráneo que fue construido en el año 103 a. C. También el Arco de Triunfo de Palmira fue dinamitado y destruido por Estado Islámico en octubre del mismo año.

#### Reconquista por el ejército sirio (marzo - diciembre de 2016)
El 24 de marzo de 2016, las tropas leales a Bashar al-Ásad entraron en la ciudad. Tres días después, el ejército sirio tomó la ciudad. Tras la recaptura de la ciudad, se envió un convoy militar ruso para colaborar en la eliminación de minas antipersonales dejadas por los terroristas que se retiraban. Mientras tanto, se descubrió una fosa común que contenía los cadáveres de 24 civiles y 18 soldados.

#### Reconquista por parte de Daesh (diciembre de 2016 - marzo de 2017)
El 11 de diciembre de 2016, con el ejército sirio ocupado en la reconquista de Alepo, se dejaron pocas fuerzas defensivas en Palmira,  permitiendo al Estado Islámico reconquistarla con un ataque relámpago.

#### Segunda reconquista por el ejército sirio
El 2 de marzo de 2017, casi un año después de la primera reconquista de Palmira, el ejército sirio de Bashar al-Ásad conquistó de nuevo la ciudad con ayuda de Rusia ordenada por el presidente Putin. El Estado Islámico bombardeó la ciudad en su huida dejando varios destrozos, incluido el famoso Teatro romano de Palmira.

#### Conquista rebelde
El 7 de diciembre de 2024 el yacimiento de Palmira y sus alrededores fueron conquistados por una facción rebelde apoyada por Estados Unidos.

## Religión en Palmira

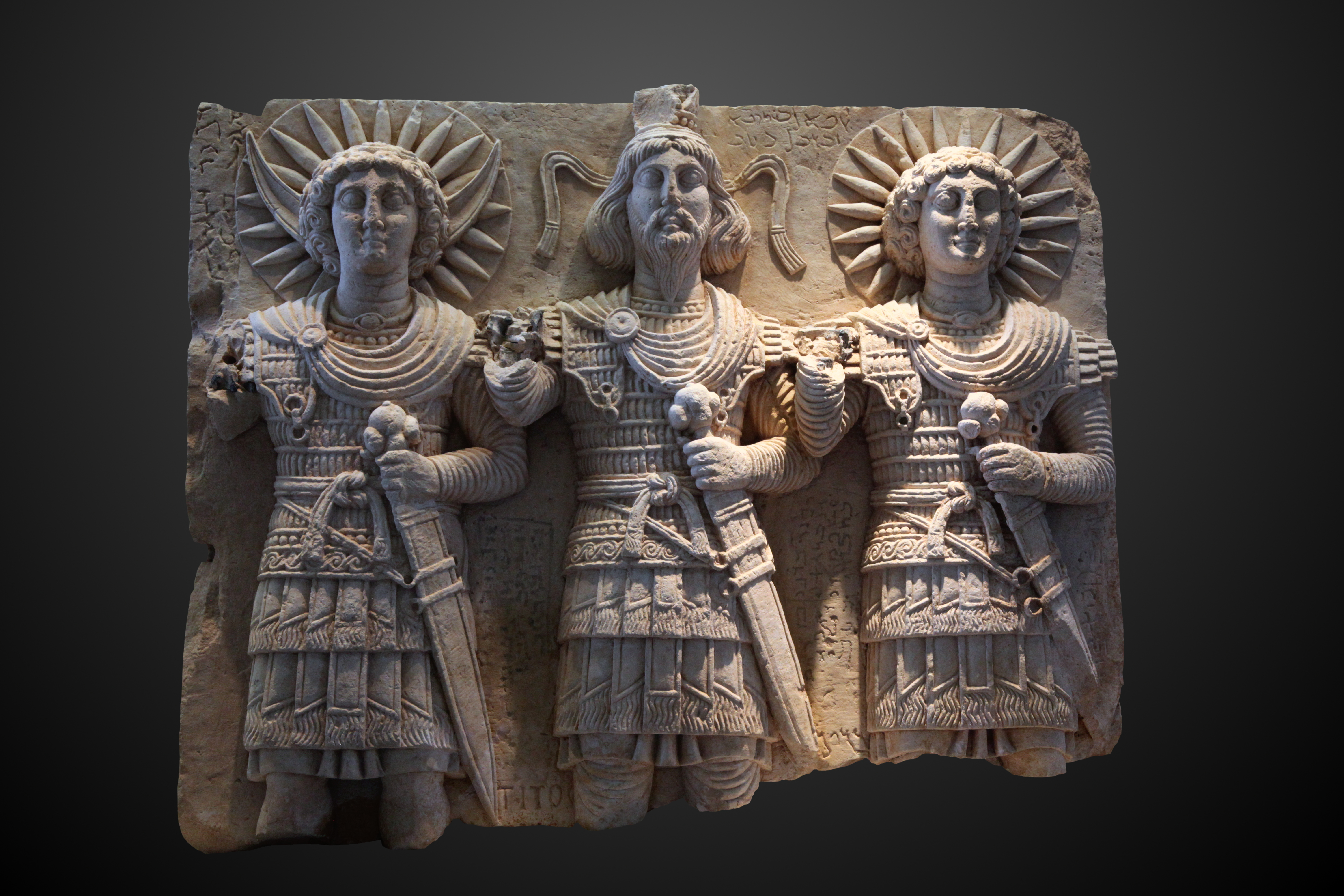
Relieve de tres dioses principales de Palmira de apariencia humana, Baalshamin (centro), Aglibol (izquierda) y Malakbel (derecha).

Como encrucijada de caminos e influencias, reflejadas a través de sus rutas comerciales, la religión en Palmira fue fruto de muchas influencias locales y externas, formando su panteón principalmente por las divinidades procedentes de las religiones semítico noroccidentales, a las que se añadieron divinidades de los panteones mesopotámico y árabe preislámico.
La principal deidad prehelenística de la ciudad se llamaba Bol, una abreviatura de Baal (semítico noroccidental). Por eso, el templo más importante de la ciudad, y santuario nacional de sus habitantes, estaba dedicado a él, como dios cósmico, benévolo y dadivoso. Allí se celebraban unos banquetes 
rituales cuyas comidas se hacían en unión con la divinidad.
La tríada divina estaba compuesta por el dios celeste y supremo, identificado con Zeus, Baalshamin, el dios lunar Aglibol y el dios solar Malakbel. Adicionalmente se rendía culto a otros dioses, principalmente de ascendencia cananea como  Astarté, Baal-hamon o Atargatis; los dioses babilónicos Nabu y Nergal, o los árabes Azizos, Arsu, Šams y Al-lāt.

## Trazado
Aunque el yacimiento, situado cerca del manantial de Efqa, en la orilla sur del uadi al-Qubur, estuvo ocupado al menos desde el neolítico, de la ocupación posterior sólo se conservan los primeros edificios. Bajo el asentamiento helenístico se hallan restos de la ciudad asiria. 21] Este último estaba situado cerca del manantial de Efqa, en la orilla sur del uadi al-Qubur; sus residencias se ampliaron a la orilla norte del uadi durante el siglo I. Aunque las murallas de la ciudad encerraban originalmente una extensa zona en ambas orillas del uadi, las murallas reconstruidas durante el reinado de Aureliano sólo rodeaban la sección de la orilla norte. La mayoría de los proyectos monumentales de la ciudad se construyeron en la orilla norte del uadi, entre ellos el templo de Bel, en un tell que fue el emplazamiento de un templo anterior (conocido como templo helenístico). Sin embargo, las excavaciones apoyan la teoría de que el tell se encontraba originalmente en la orilla sur, y que el uadi se desvió al sur del tell para incorporar el templo a la organización urbana de Palmira de finales del siglo I y principios del II en la orilla norte.
También al norte del uadi se encontraba la Gran Columnata, la calle principal de Palmira, de 1,1 km de longitud, que se extendía desde el templo de Bel, en el este, hasta el templo funerario n.º 86, en la parte occidental de la ciudad. en la parte occidental de la ciudad. Tenía un arco monumental en su sección oriental, y un tetrapilón en el centro. Las Termas de Diocleciano estaban en el lado izquierdo de la columnata En las inmediaciones había residencias, el templo de Baalshamin, y las iglesias bizantinas, entre las que se encuentra la "Basílica IV", la iglesia más grande de Palmira. datada en época justinianea, sus columnas tienen una altura estimada de 7 metros (23 pies) y su base medía 27,5 por 47,5 metros (90 por 156 pies).
En el lado sur de la columnata se construyeron el templo de Nabú y el teatro romano. Detrás del teatro había un pequeño edificio senatorial y la gran ágora, con los restos de un triclinium (sala de banquetes) y el Tribunal de Aranceles. Una calle transversal en el extremo occidental de la columnata conduce al Campo de Diocleciano, construido por Sosianus Hierocles (gobernador romano de Siria en el reinado de Diocleciano). Cerca se encuentran el Templo de Al-lāt y la Puerta de Damasco.

## Turismo

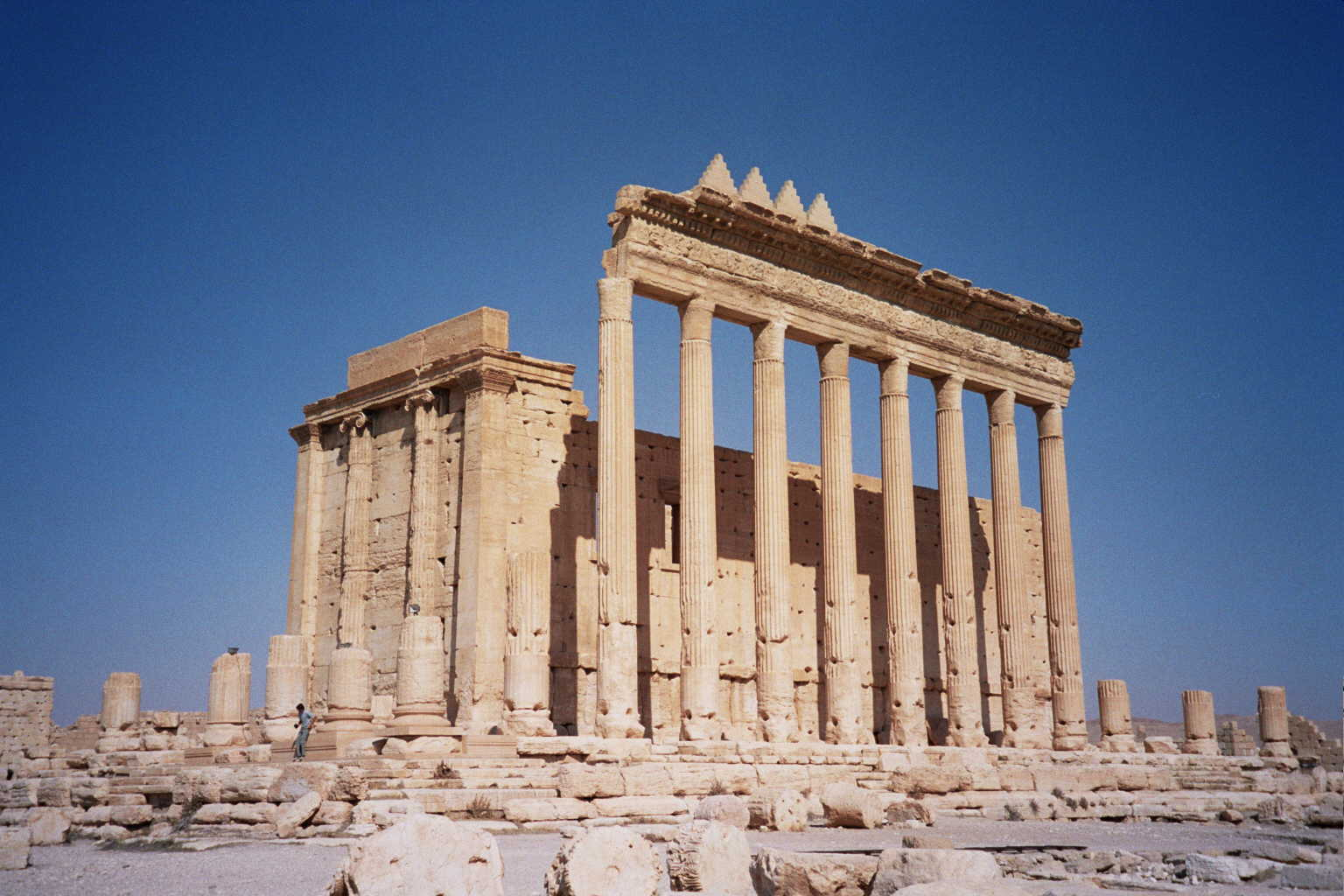
Templo de Bel en Palmira en 2005.

La principal atracción de Palmira eran sus bien conservadas ruinas, entre las que se destacaba estaba el templo de Bel que fue dinamitado en 2015. Edificado en el año 32, fue consagrado al culto de Bel, el dios supremo fenicio-cananeo, cuyo nombre significa amo. Era el dios supremo para los habitantes de la ciudad, el dios de los dioses. Este templo fue convertido en iglesia cristiana en el siglo IV.
A pocos metros del templo comienza una Gran Columnata de 1200 m que era el eje principal de la ciudad, que llegó a tener cerca de 200.000 habitantes (número enorme para una ciudad de aquella época, aunque la fuente puede que se refiera al territorio dependiente de Palmira). Entre las columnas, por la amplia calle, transitaban los carros y cabalgaduras, y por debajo de los largos pórticos columnados laterales caminaban los peatones. A los lados de la extensa columnata hay una serie de ruinas en mayor o menor grado de conservación: el templo de Nebo, antigua deidad babilónica; el templo funerario; el campamento de Diocleciano, que antes había sido el palacio de la reina Zenobia; el teatro y, entre otros, el ágora o gran plaza pública donde se realizaban operaciones comerciales y se discutía. Un poco alejado de la columnata hay un hermoso templo cuya función no se conoce con exactitud, pero el edificio se conserva muy bien.
Saliendo de la ciudad, adentrándose un kilómetro en las montañas, hay un sitio de paisaje inquietante y desolador, con construcciones como torres cuadradas y macizas. Es el valle de las tumbas que alberga la necrópolis de la ciudad. Hay tres tipos de tumbas y fueron construidas en los tres primeros siglos de esta era. Algunas de estas construcciones podían llegar a albergar hasta 500 cuerpos.

## Otros valores de interés
Esta ciudad fue objeto de devoción por parte de la excéntrica exploradora británica Hester Stanhope, que en 1813 se instaló en ella, viviendo allí varios años hasta que se trasladó a unas ruinas todavía más alejadas, las del monasterio de Djoun.
En las inmediaciones de Palmira se localizó, a principios del siglo XXI, una pequeña colonia de un ave que se creía extinta en la zona, el Ibis eremita. La comunidad científica internacional está intentando salvar esta población que representa la única en libertad del área oriental de esta especie; la otra única colonia, esta de más de 100 parejas, se encuentra en el parque nacional de Souss-Massa, en Marruecos.[cita requerida]

## Galería

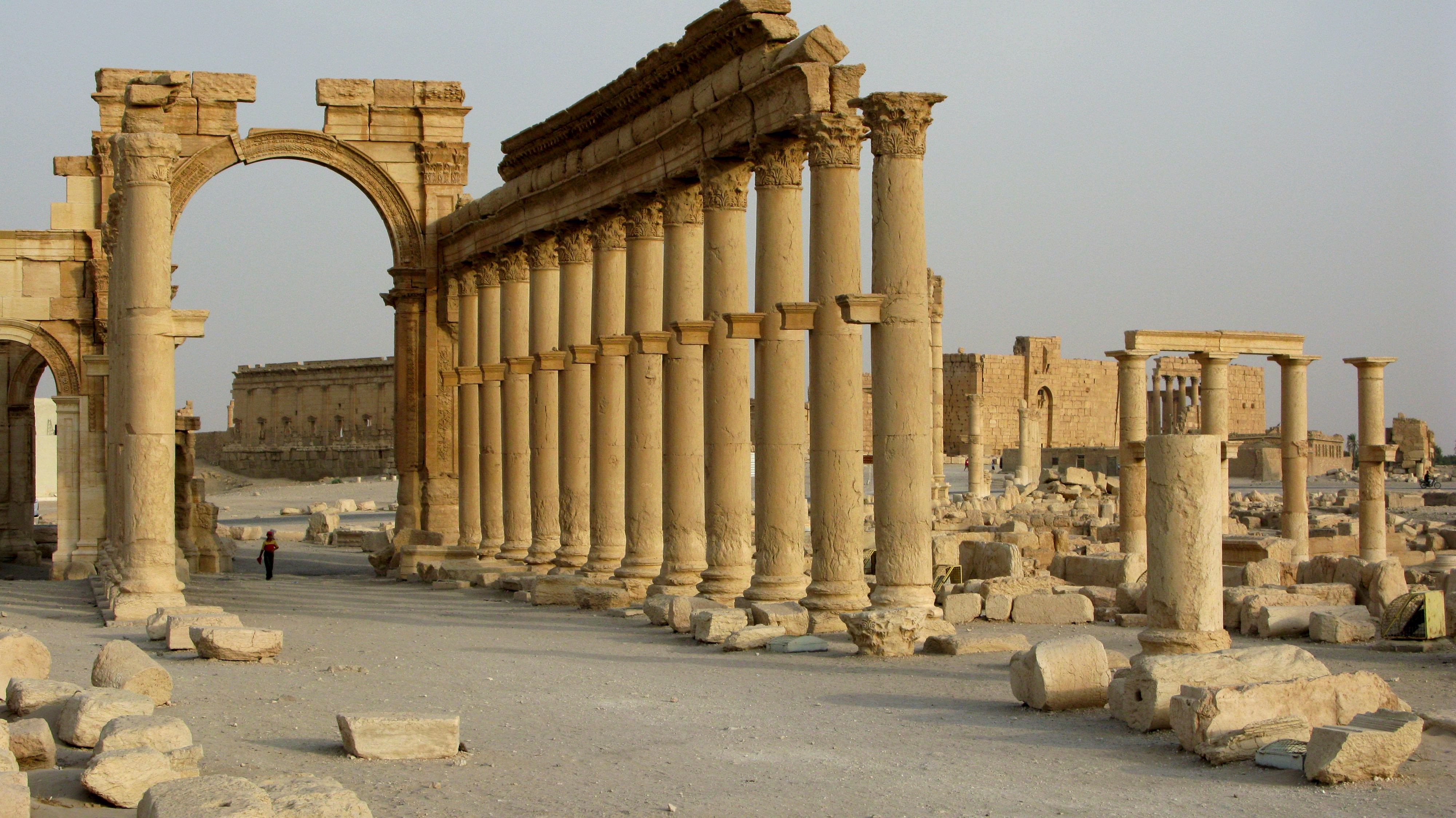
Decumanus (avenida).
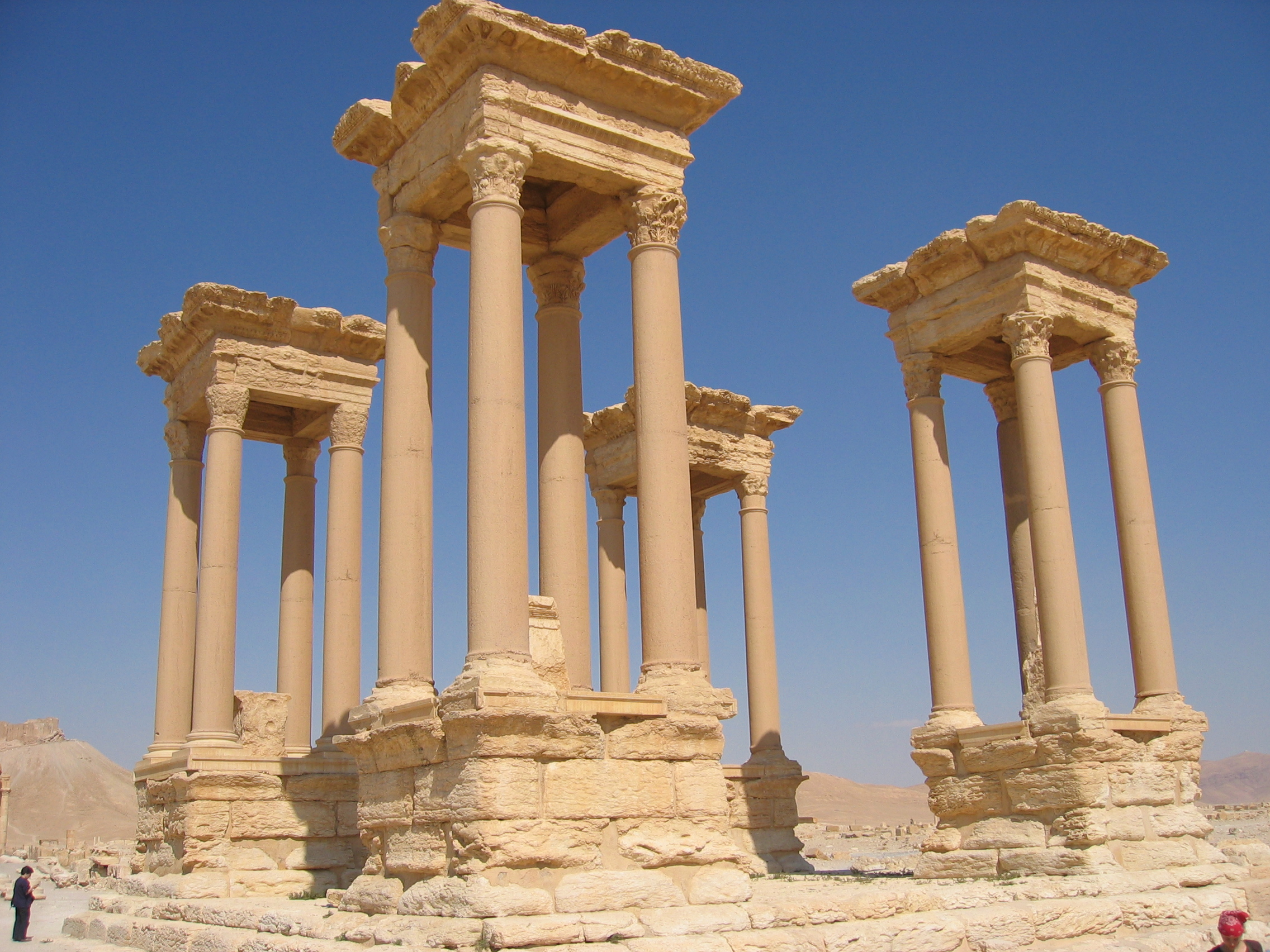
Tetrapylon, en Palmira.
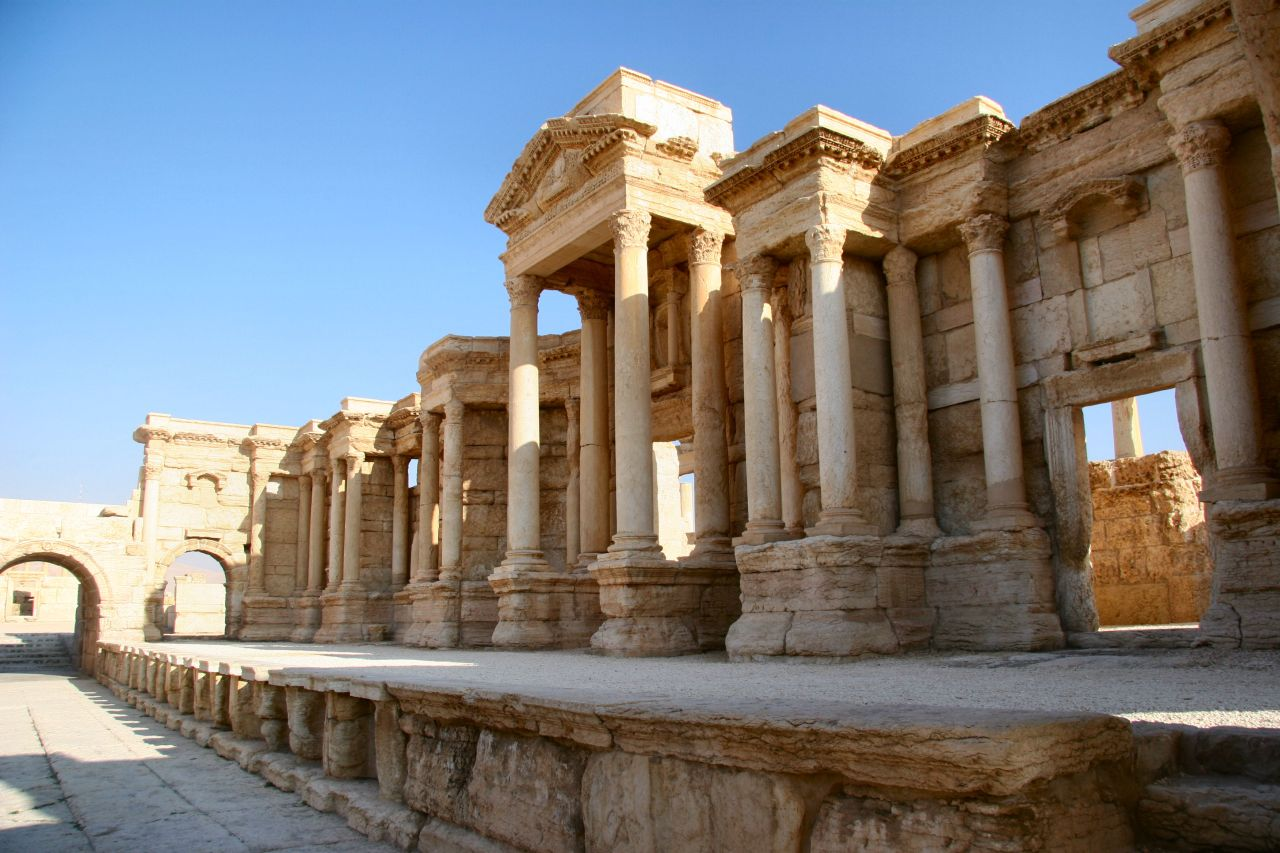
Teatro romano en Palmira.
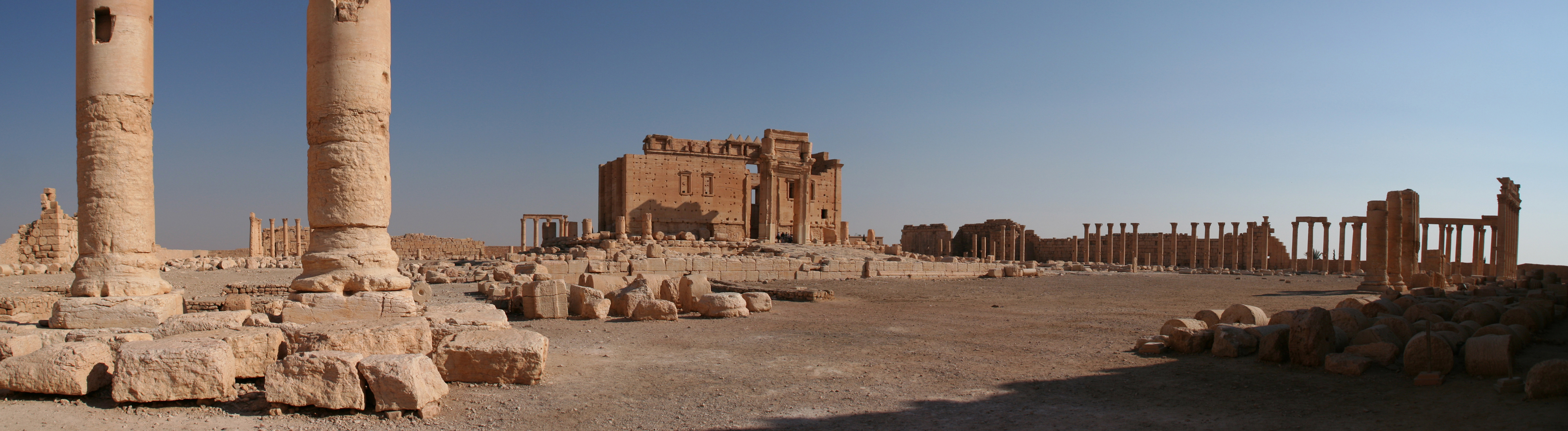
Templo de Bel, en Palmira.
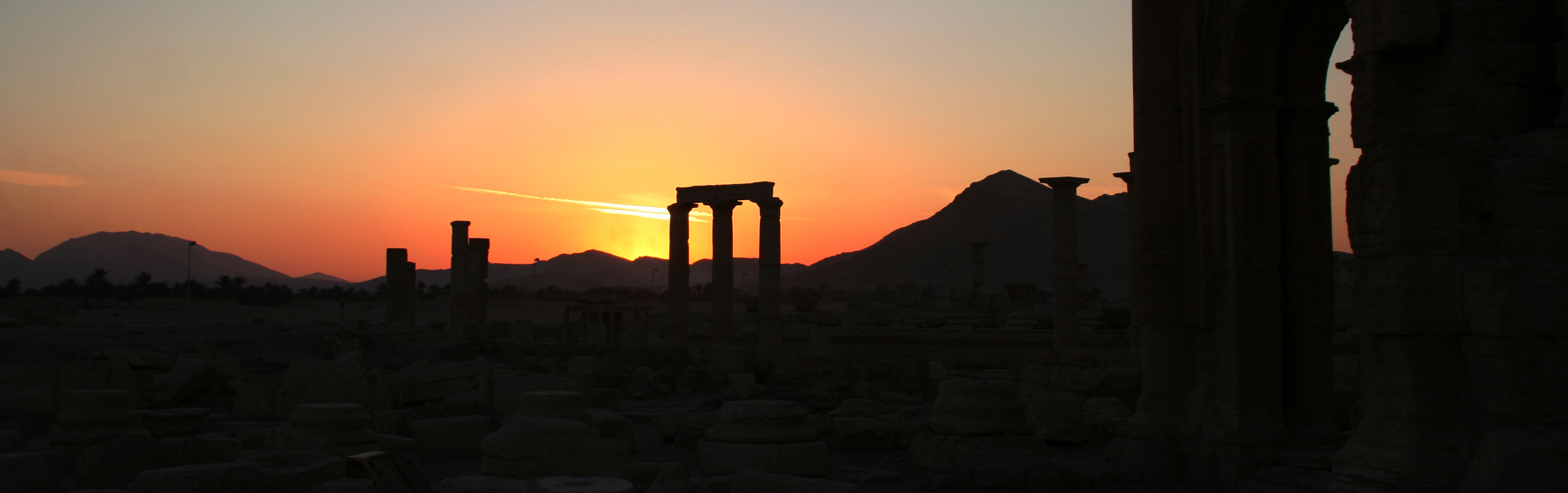
Puesta de sol en Palmira.
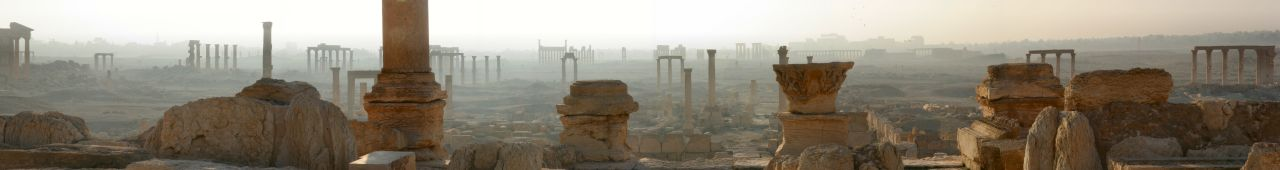
Panorama de Palmira.
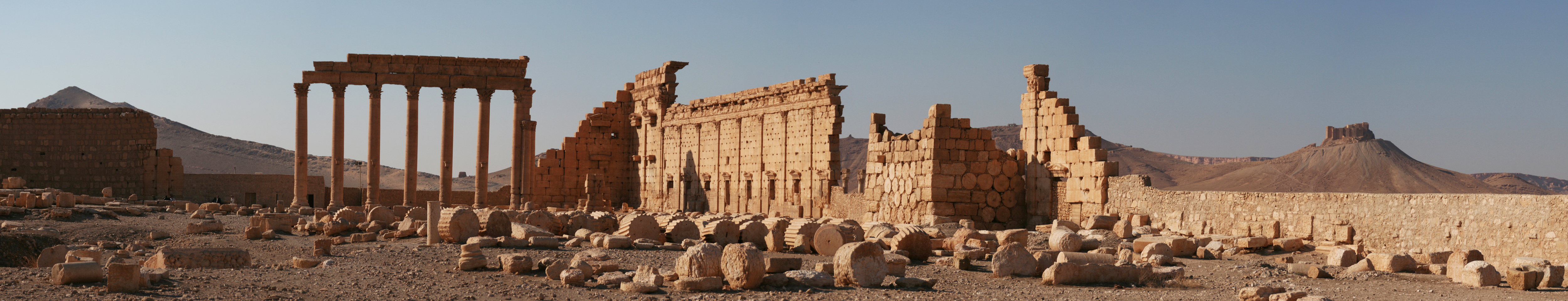
Vista panorámica del templo de Bel de Palmira en 2008. Dinamitado en 2015.
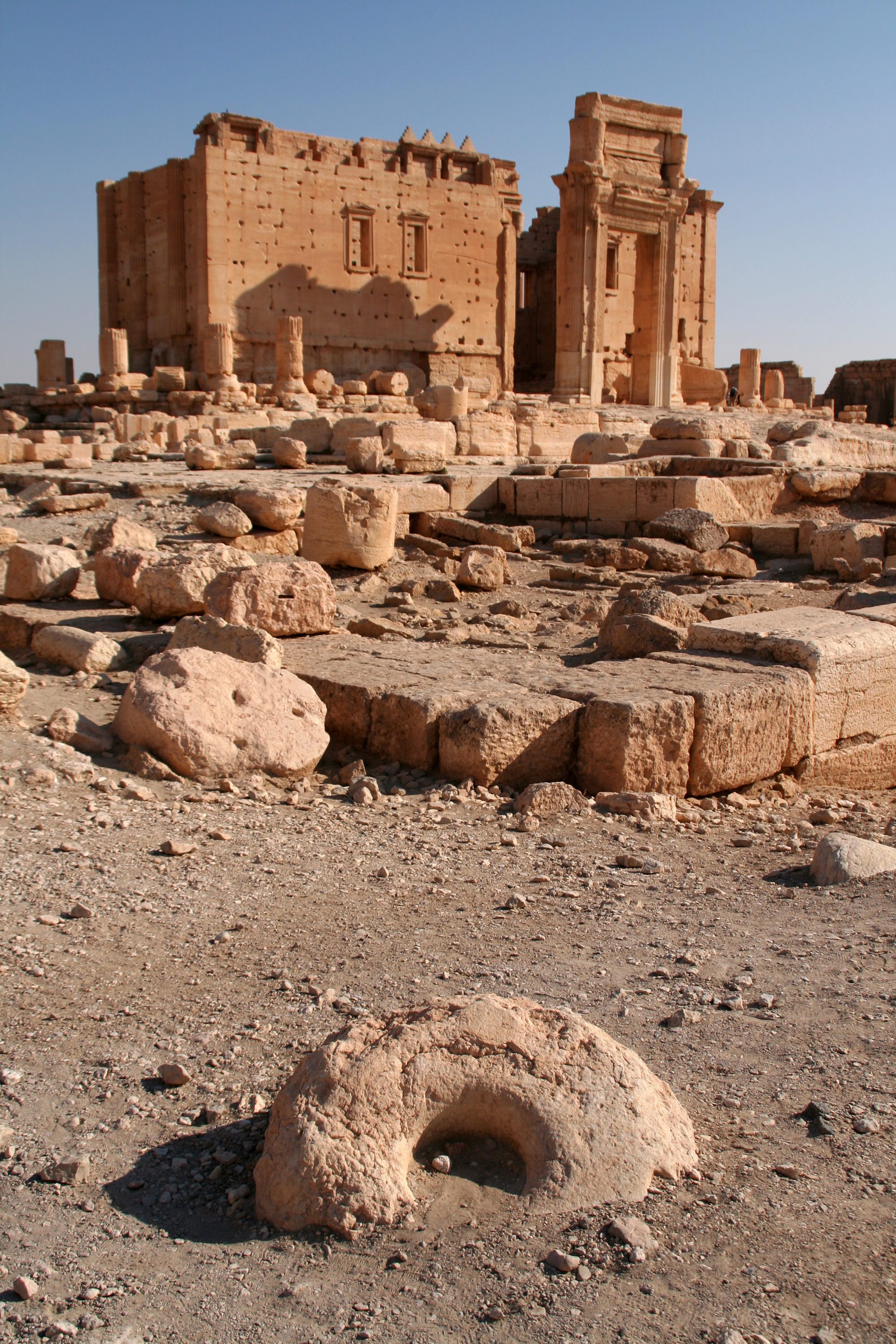
Templo de Bel, en Palmira.
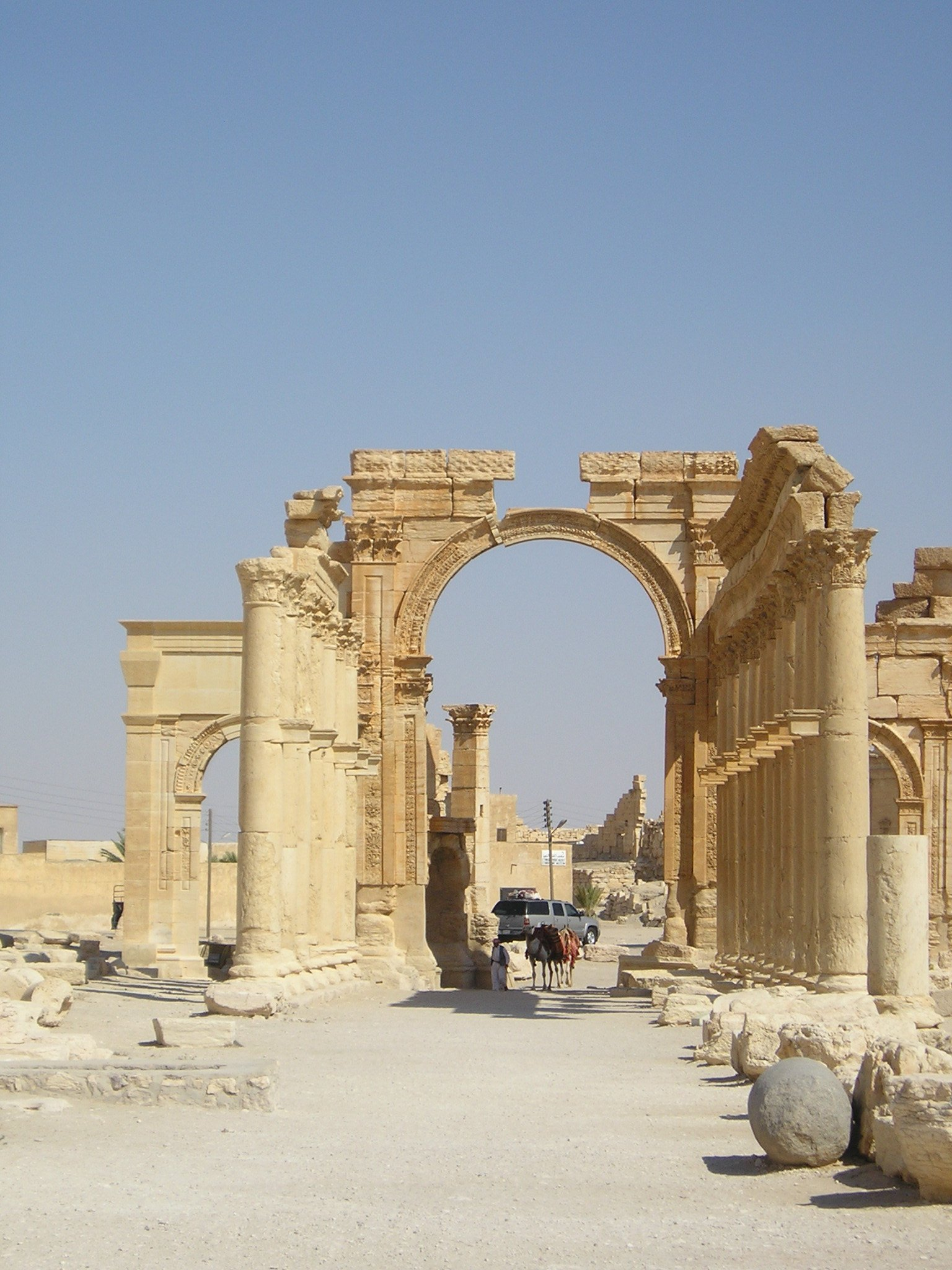
Arco monumental, en Palmira.